# Dichochrysa ventralis
Dichochrysa ventralis là một loài côn trùng trong họ Chrysopidae thuộc bộ Neuroptera. Loài này được Curtis miêu tả năm 1834.